# 福島農政事務所
福島農政事務所（ふくしまのうせいじむしょ）は、農林水産省の地方支分部局である東北農政局の出先機関だった。
2011年9月1日施行の「農林水産省設置法の一部を改正する法律」によって廃止された。

## 組織
- 福島地域センター（福島市浜田町）
  - 会津若松支所（会津若松市追手町 会津若松合同庁舎）
- いわき地域センター（いわき市平字堂根町）

## 管内事務所
- 阿武隈土地改良調査管理事務所 （福島市南矢野目字谷地） 
  - 阿武隈土地改良調査管理事務所
- 隈戸川農業水利事業所（西白河郡矢吹町八幡町）
  - 隈戸川農業水利事業所
- 新安積農業水利事業所（郡山市開成）
  - 新安積農業水利事業所